# Franz Winkler

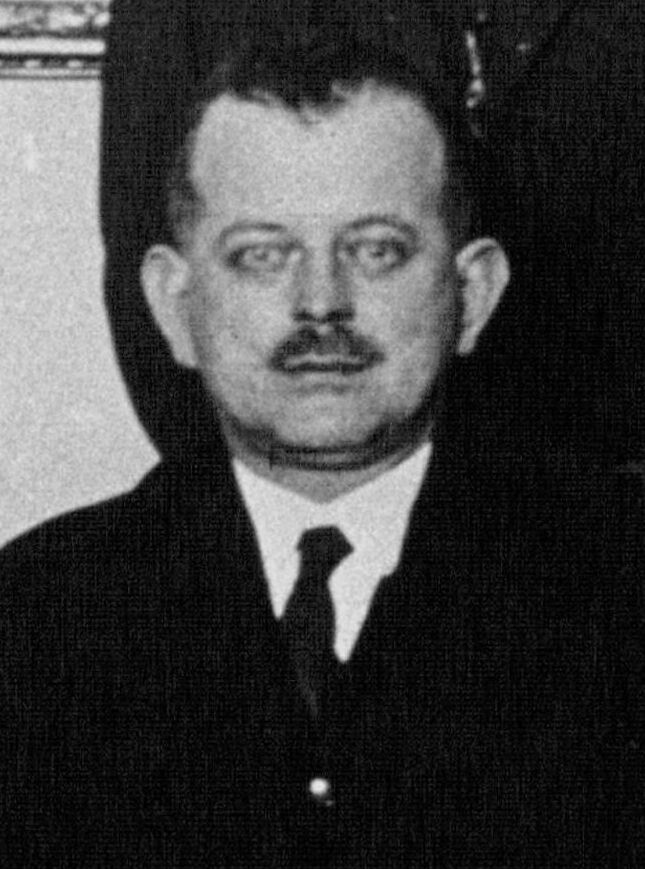
Franz Winkler (1932)

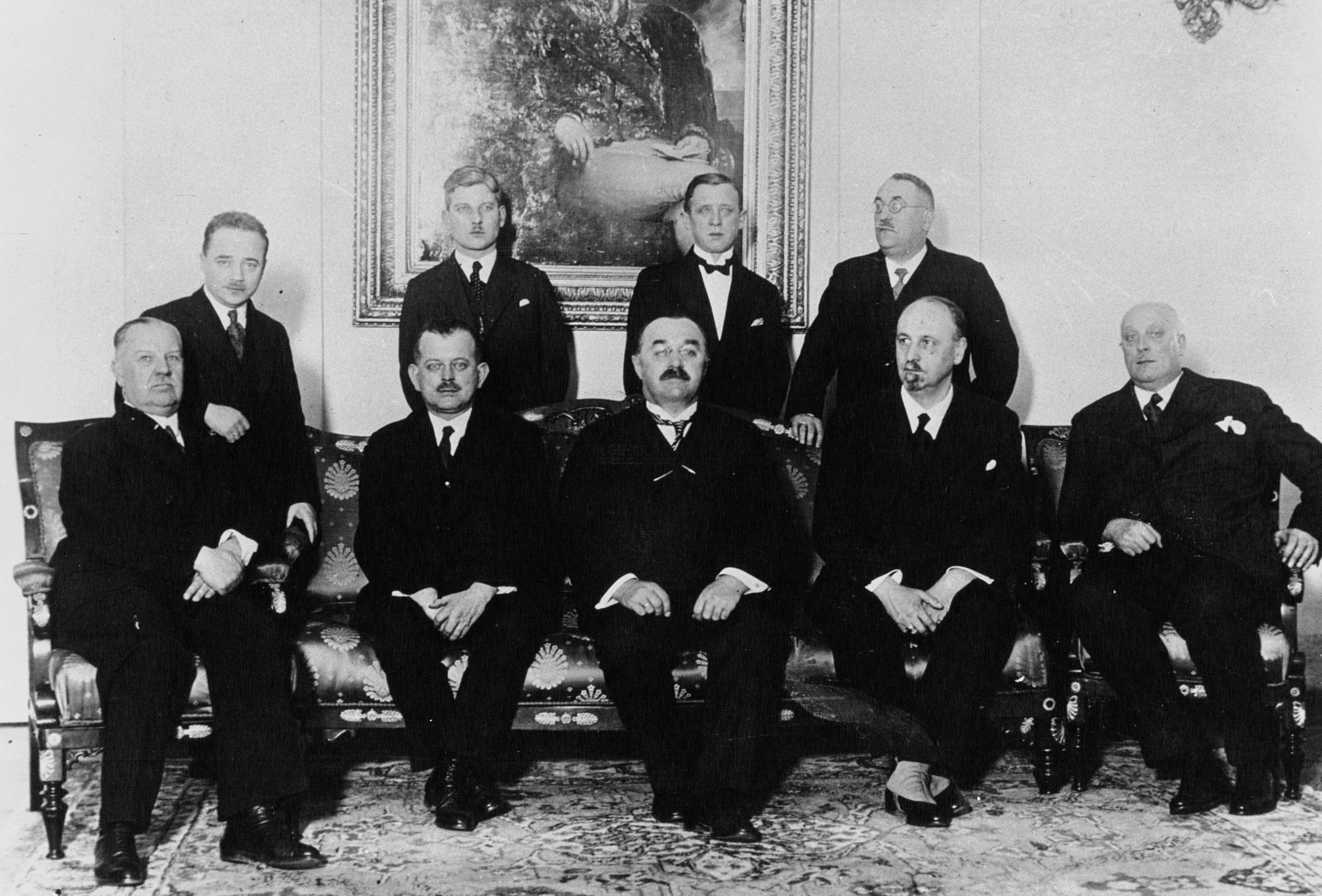
Kabinett Buresch mit Bundespräsident Wilhelm Miklas (1932)

Franz Winkler (* 20. März 1890 in Zwickau in Böhmen; † 16. Oktober 1945 in Graz) war ein österreichischer Politiker (Landbund).

## Leben
Franz Winkler war während seiner Schulzeit Mitglied und zeitweilig Sprecher der pennalen Burschenschaft Saxo-Burgundia Kaaden.
Er war als Gutsbeamter in Böhmen, danach als Beamter in Tirol und der Steiermark tätig. Er war Abgeordneter zum Steiermärkischen Landtag und Mitglied der Steiermärkischen Landesregierung. Ab 1932 war er Reichsparteiobmann des Landbundes.
Von 1930 bis 1934 war Winkler Abgeordneter zum Nationalrat. Von 1930 bis 1933 übte er das Amt des Bundesministers für Innere Angelegenheiten aus. Von 20. Mai 1932 bis 21. September 1933 war er Vizekanzler. 1933 erfolgte sein Bruch mit Dollfuß. 1934 konspirierte er im Rahmen des Juliputsches mit der NSDAP, um wieder politischen Einfluss in Österreich zu gewinnen. Unmittelbar vor Beginn der Kampfhandlungen reiste Winkler in die Tschechoslowakei und kehrte nach dem Scheitern des Putschversuches nicht mehr nach Österreich zurück. Er gab zahlreiche Interviews und verfasste ein Buch, worin er seine Sicht der Ereignisse der letzten Jahre beschrieb, dabei jedoch seine Kontakte zur NSDAP und deren Landesleiter Theo Habicht im Mai 1934 aussparte. Im Frühjahr 1935 übersiedelte er ins Deutsche Reich, 1936 wurde er als „Putschminister“ von Österreich ausgebürgert.
Nach dem „Anschluss“ kehrte er nach Österreich zurück. Er beantragte sogleich die Aufnahme in die NSDAP und für ihn wurde eine Nummer vorgemerkt. Er wurde Mitarbeiter von Max Führer, des Direktors der Ankerbrot-Werke. Nachdem Führer Anfang Dezember 1938 wegen ihm vorgeworfener Korruption im Auftrag des Reichskommissars Josef Bürckel verhaftet und aus der Partei ausgeschlossen wurde, verlor auch Winkler seine Stelle. Da die Mitgliedskarte nicht ausgehändigt wurde, war eine Aufnahme in die Partei nicht zustande gekommen. Danach war er wahrscheinlich Betriebsleiter einer Fabrik für wärmetechnische Apparaturen in Wien-Inzersdorf. Gegen Kriegsende floh er, mittlerweile schwer an Krebs erkrankt, in die Steiermark und wohnte im Haus des Sozialdemokraten und späteren Landeshauptmanns Reinhard Machold.

## Werke
- Die Diktatur in Oesterreich. (= Weltmachtprobleme. Band 6). Orell Füssli, Zürich/Leipzig 1935.